# Мери Тофт
Мери Тофт (позната още като Мери Дънтър, родена през 1701) е британска гражданка, родена в Годалминг, Съри. През 1726 г. е била обект на значителни противоречия, тъй като е подлъгала лекарите да вярват, че е родила зайци.
През 1726 г. Тофт съобщава, че е претърпяла аборт. По думите на Тофт, тя е пометнала заек. Твърдението и привлича интереса на местния хирург Джон Хауърд. Тя му предава предава парчета животинска плът.
По-късно признава за измамата и дори бива вкарана в затвора, а репутацията на много лекари бива развалена.
|  | Тази страница частично или изцяло представлява превод на страницата Mary Toft в Уикипедия на английски. Оригиналният текст, както и този превод, са защитени от Лиценза „Криейтив Комънс – Признание – Споделяне на споделеното“, а за съдържание, създадено преди юни 2009 година – от Лиценза за свободна документация на ГНУ. Прегледайте историята на редакциите на оригиналната страница, както и на преводната страница, за да видите списъка на съавторите. ВАЖНО: Този шаблон се отнася единствено до авторските права върху съдържанието на статията. Добавянето му не отменя изискването да се посочват конкретни източници на твърденията, които да бъдат благонадеждни. |